# Abdoul Ramane Seydou
Abdoul Ramane Seydou est un officier et homme politique nigérien.

## Biographie

### Origines et débuts
Abdoul Ramane Seydou est né en 1949 à Birni-N'Konni au Niger. Il fait ses études primaires et secondaires et à fréquenté l'école d'élèves officiers à Bouaké à partir de 1975 où il a été nommé sous-lieutenant et commandant adjoint de la garde présidentielle de Seyni Kountché à son retour en 1977.

## Carrières
Abdoul Ramane Seydou devient en 1983 commandant adjoint de la 7e compagnie saharienne motorisée et, en 1985 commandant du 1er escadron de chars. Il avait déjà le grade de capitaine depuis 1984. Nommé attaché militaire à l'ambassade du Niger à Paris en novembre 1987, puis ministre de la Jeunesse, des Sports et de la Culture le 20 novembre 1987, peu après le décès du chef de l'État Kountché. En mai 1989, il participe au congrès fondateur du parti unique MNSD-Nassara, où il devient secrétaire du parti de la jeunesse. En 1990, il obtient le grade de major dans les forces armées. Seydou a perdu son poste de ministre lorsque la Conférence nationale du 29 juillet – novembre 1991, qui préparait la transition vers le multipartisme, a destitué le gouvernement MNSD-Nassara le 10 septembre 1991. En 1992, il devient chef du 3e bureau de l'état-major général des armées, puis commandant de la Garde républicaine en 1995 et est promu lieutenant-colonel. Il est également élu vice-président de la Fédération nigérienne de football en 1995.
Abdoul Ramane Seydou a participé au coup d'État militaire du 27 janvier 1996, qui a destitué l'élite politique démocratiquement élue mais profondément divisée : le président de la République Mahamane Ousmane (CDS-Rahama), le président de l'Assemblée nationale Mahamadou Issoufou (PNDS-Tarayya) et le Premier ministre Hama Amadou (MNSD-Nassara). Seydou était membre et porte-parole du Conseil du bien-être national, la junte militaire de douze membres présidée par Ibrahim Baré Maïnassara, qui a dirigé le pays jusqu'en décembre 1996. A partir du 11 février 1996, il a d'abord été chef d'état-major adjoint des forces armées nigériennes avant d'être nommé ministre de la Jeunesse, des Sports et de la Solidarité nationale le 23 août 1996. Il a exercé cette fonction jusqu'au 24 novembre 1997. Le chef du putsch, Baré Maïnassara, est resté au pouvoir en tant que président de la République et a créé en août 1997 le parti RDP-Jama'a avec Abdoul Ramane Seydou comme secrétaire général. Le 1er décembre 1997, Seydou a repris les portefeuilles de la jeunesse, des sports et de la solidarité nationale au sein du gouvernement nigérien, avec le rang honorifique de ministre d'État. Son mandat a pris fin le 9 avril 1999 avec le renversement du gouvernement par le coup d'État militaire dirigé par Daouda Malam Wanké. En juin 1999, Seydou a également perdu son poste de secrétaire général du RDP-Jama'a, qu'il a retrouvé en janvier 2001. Il a pris sa retraite des Forces armées nigériennes en juin 2001[réf. souhaitée].
Dans le gouvernement du président Mamadou Tandja et du Premier ministre Hama Amadou (tous deux issus du MNSD-Nassara), formé le 30 décembre 2004 à la suite des élections législatives et présidentielles de 2004, Seydou a été nommé ministre de la Jeunesse, des Sports et des Jeux de la Francophonie. Dans les gouvernements successifs formés le 1er mars 2007 par le Premier ministre Hama Amadou et le 9 juin 2007 par le Premier ministre Seini Oumarou (tous deux du MNSD-Nassara), Seydou est resté ministre de la Jeunesse et des Sports. En 2008, il a été démis de ses fonctions de secrétaire général du CDS-Rahama. Sani Abdourahmane lui a succédé à ce poste. En 2009, la Confédération Africaine de Football a disqualifié l'équipe nationale nigérienne de football des moins de 17 ans de la participation au Championnat d'Afrique de football des moins de 17 ans, lorsqu'il s'est avéré que le joueur Boubacar Talatou n'avait pas 17 ans comme indiqué, mais déjà 22 ans. Même si officiellement il n'y avait aucun lien avec cette affaire, Abdoul Ramane Seydou a démissionné. Salou Gobi lui a succédé au poste de ministre de la Jeunesse et des Sports le 14 mai 2009.